# قداد مهاجر
قداد مهاجر (الاسم العلمي: Cricetulus migratorius) هو نوع من الحيوانات يتبع جنس قداد قزمي من فصيلة الفأرية.